# Enkelt-sidebåndsmodulation
Enkelt-sidebåndsmodulation (ESB) kaldes på engelsk for Single sideband (SSB).
Modulationstypen har sit udgangspunkt i amplitudemodulation, hvor AM signalet, der består af et øvre og et nedre sidebånd samt bærebølgerest, filtreres således at kun et af sidebåndene efterfølgende forstærkes og udsendes fra antennen. Herved udnyttes sendeeffekt og båndbredde bedre, men det er en del mere kompliceret at fremstille. 
Modtagningen foregår som ved AM, hvor der blot bliver tilført AM detektoren en lokalt frembragt sinussvingning, fra en stødtoneoscillator (BFO), med den bortfiltrerede bærebølgerests frekvens .
Der er følgende typer af enkelt-sidebåndsmodulation (SSB):
- USB – hvor øvre (engelsk upper) sidebånd er bevaret.
- LSB – hvor nedre (engelsk lower) sidebånd er bevaret.

## Historisk
Den første amerikanske patentansøgning for SSB-modulation blev indgivet den 1. december 1915 af John Renshaw Carson. Den amerikanske flåde eksperimenterede med SSB over dets radiokredsløb før 1. verdenskrig. 
SSB kom først i kommerciel tjeneste den 7. januar 1927 på det langbølgede transatlantiske offentlige radiotelefonkredsløb mellem New York og London. Højeffekts SSB-sendere var placeret i Rocky Point, New York, og Rugby, England. Modtagerne var placeret på støjsvage steder i Houlton, Maine og Cupar Skotland.
SSB blev også brugt over langdistance telefonlinjer, som en del af en teknik kendt som frekvens-division multipleksing (FDM). FDM blev pioneret af telefonselskaber i 1930'erne. Med denne teknologi kan mange samtidige stemmekanaler transmitteres på et enkelt fysisk kredsløb, for eksempel i L-carrier. Med SSB kunne kanaler (normalt) kun placeres med en afstand på 4.000 Hz, mens de tilbyder en talebåndbredde på nominelt 300 Hz til 3.400 Hz.
Amatørradiooperatører begyndte seriøse eksperimenter med SSB efter Anden Verdenskrig. Den første radioamatør, som succesfuldt benyttede SSB trådløst, var Oswald G. Villard (W6QYT) fra Stanford Universitys klubstation (W6YX) i 1947. En af de første omtaler i det danske radioamatørtidsskrift OZ (udgivet af EDR), var en artikel i august 1948, skrevet af S. H. Hasselbalch (OZ7T).
Strategic Air Command etablerede SSB som radiostandard for sine fly i 1957. 
SSB er blevet en de facto-standard for langdistance-taleradiotransmissioner siden da.